# Javier Valverde
Javier Ricardo Sánchez San José dit « Javier Valverde », né le 22 décembre 1977 à Salamanque (Espagne), est un matador espagnol.

## Biographie
Javier Valverde a, dès ses débuts en novillada, été apprécié pour la longueur des muletazos qu’il est capable de donner à quasiment tous les taureaux. Son toreo dont l’austérité n’est qu’apparente en fait sans doute le digne successeur des grands matadors salmantins qu’étaient « El Viti » et Julio Robles. Régulièrement engagé devant les taureaux provenant des ganaderías les plus dures, il a maintenant un bagage technique enviable et a tous les atouts en main pour faire une belle et longue carrière.

### Carrière
- Débuts en novillada avec picadors : Alba de Tormes (Espagne, province de Salamanque) le 23 avril 2000 aux côtés de José Luis Barrero et Javier Castaño. Novillos de la ganadería de Mercedes Pérez Tabernero.
- Présentation à Madrid : 16 mai 2001 aux côtés de  novillada de La Quinta. Con él actuaron Leopoldo Casasola y Luis Vital Procuna.
- Alternative : Salamanque le 12 juin 2002. Parrain, Paco Ojeda ; témoin, « El Juli ». Taureaux de la ganadería de Antonio Bañuelos.
- Confirmation d’alternative à Madrid : 22 mai 2003. Parrain, Enrique Ponce ; témoin, Antonio Ferrera. Taureaux de la ganadería de Alcurrucén.